# ملکه سونیا
ملکه سونیا (به نروژی: Queen Sonja) همسر پادشاه هارالد پنجم و ملکهٔ نروژ است.
او در تاریخ ۲۹ اوت ۱۹۶۸ میلادی با هارالد پنجم، ولیعهد وقت نروژ ازدواج کرد و در ۱۷ ژانویه ۱۹۹۱، پس از به تخت نشستن شاه هارالد، به ملکه نروژ تبدیل شد. ملکه سونیا از زمان ازدواجش نقش مهمی در فعالیت‌های عمومی و خیریه ایفا کرده و به خاطر حمایت‌هایش از هنر، فرهنگ، و مسائل اجتماعی شناخته می‌شود.
او تحصیلات خود را در رشته‌های لباس‌دوزی، اقتصاد، و زبان فرانسه در دانشگاه‌های نروژ و سوئیس انجام داده است. 